# Not in Kansas Anymore
Not in Kansas Anymore é o segundo álbum de estúdio da banda Basehead, lançado em 1993.

## Faixas
Todas as faixas por Michael Ivey, exceto onde anotado.
1. "Not in Kansas" - 3:45
2. "Introductions" - 1:00
3. "Brown Kisses Pt. One" - 1:00
4. "I Need a Joint" (Ivey, Lofton) - 3:04
5. "Pass the Thought" - 3:48
6. "Greener Pastures" - 2:21
7. "Brown Kisses Pt. Too" - 2:34
8. "Commercial Break" - 0:31
9. "Shouldna Dunnit" - 0:47
10. "Split Personality" - 2:24
11. "Not the Same" - 2:31
12. "Hoes on Tour Part One" - 1:36
13. "The Popeye Philosophy" - 2:29
14. "Hoes on Tour Part Two" - 1:10
15. "Fluffy and Richard" - 3:09
16. "Hoes on Tour Deel Drie" - 0:36
17. "Nite Out on the Town" - 2:26
18. "Do You Wanna Fuck (Or What)?" - 4:21
19. "Hoes on Tour Part Four" - 0:42